# Barry Otto

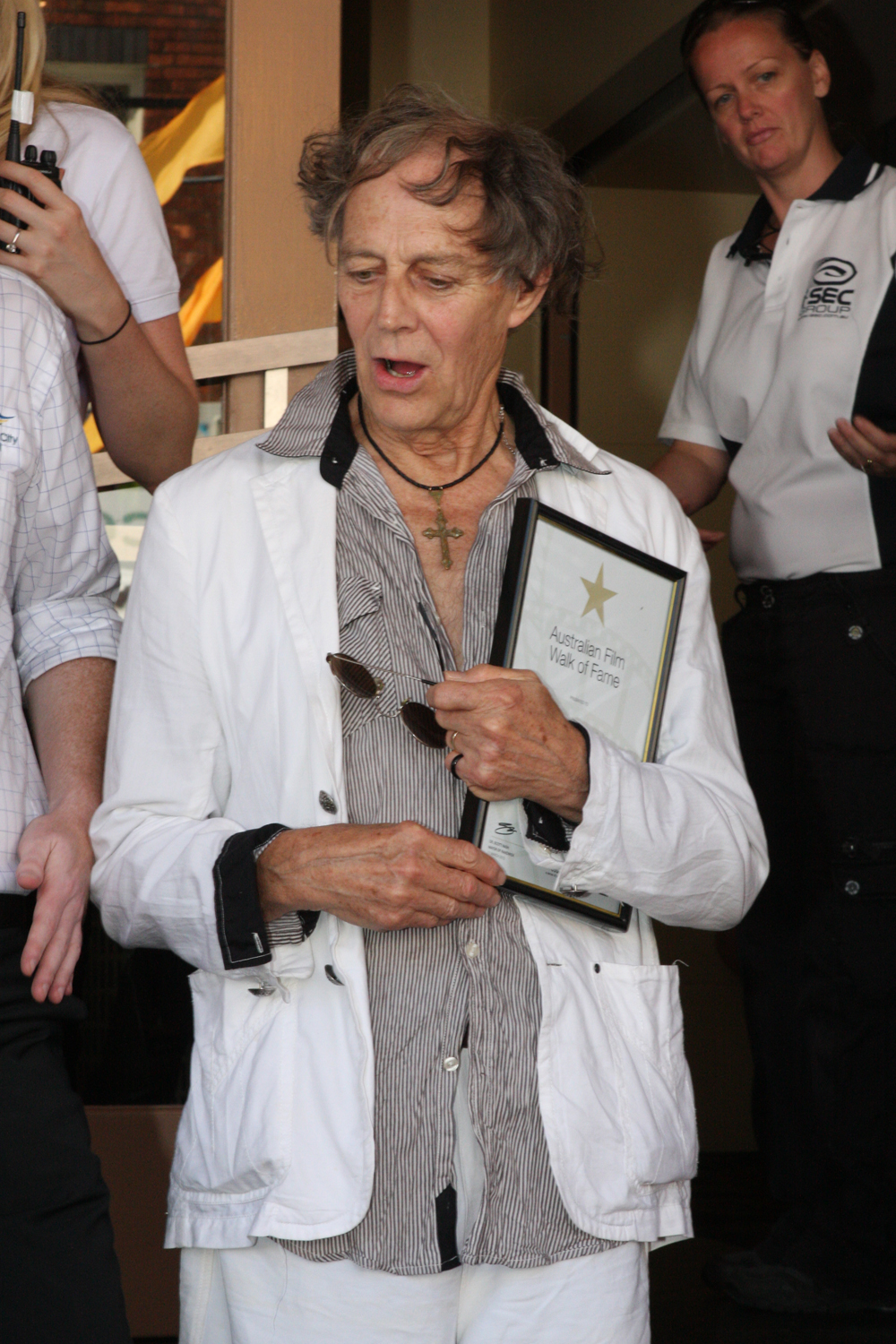
Barry Otto

Barry Otto (* 1941 in Brisbane, Queensland) ist ein australischer Schauspieler.
Barry Otto ist sowohl auf der Theaterbühne als auch in Film und Fernsehen tätig. Seine Darstellung des Doug Hastings in dem Tanzfilm Strictly Ballroom – Die gegen alle Regeln tanzen von Baz Luhrmann bescherte ihm 1992 die Auszeichnung mit dem AFI Award als Besten Darsteller in einer Nebenrolle. Nominierungen erhielt er in späteren Jahren für Darbietungen in Bliss, Cosi und The More Things Change.
Obwohl Barry Otto besser als Schauspieler bekannt ist, übt er auch eine anerkannte Rolle als Maler aus. Er stellte seine Ölmalereien auf Leinwand in verschiedenen australischen Galerien aus, einschließlich der renommierten Andrew Crawford Gallery in Paddington, Sydney.
Barry Otto ist der Vater der australischen Schauspielerinnen Gracie Otto und Miranda Otto sowie der Schwiegervater des Schauspielers Peter O’Brien.

## Filmografie (Auswahl)
- 1977: Benny Hill Down Under
- 1982: Norman Loves Rose
- 1987: Vietnam (Vietnam)
- 1987: Wolfmen (Howling III)
- 1989: The Punisher
- 1992: Strictly Ballroom – Die gegen alle Regeln tanzen (Strictly Ballroom)
- 1996: Cosi
- 1997: Oscar und Lucinda (Oscar und Lucinda)
- 1997: Mr. Nice Guy
- 2001: Invincible – Die Liga der Unbesiegbaren (Invincible)
- 2002: The Visitor
- 2004: Eine italienische Hochzeit (Love’s Brother)
- 2007: Rogue – Im falschen Revier (Rogue)
- 2008: In a Pig’s Eye
- 2008: Newcastle
- 2008: $9,99
- 2008: Australia (Australia)
- 2009: Schadenfreude
- 2010: Die Legende der Wächter (Legend of the Guardians: The Owls of Ga’Hoole) als Stimme von Echidna
- 2010: South Solitary
- 2013: Der große Gatsby
- 2013: Dance Academy – Tanz deinen Traum! (Dance Academy, Fernsehserie)
- 2015: The Dressmaker – Die Schneiderin (The Dressmaker)
- 2017 Sisters (Miniserie)